# Морфолін
Морфолін — гетероциклічна сполука (тетрагідрооксазин-1,4). Хімічна формула HN(CH2CH2)2O. Використовує в органічному синтезі як каталізатор у якості основи (акцептор протона), зокрема, для отримання гемінальних дітіолов. Молекула має конформацію «крісла».

## Фізичні властивості
Являє собою безбарвну, рухливу, гігроскопічну рідину з характерним сильним аміачноподібним запахом з температурою кипіння 128,3 °C. Морфолін розчинний у воді, спирті, етиленгліколь, бензолі, різних маслах, скипидарі та є прекрасним розчинників для великої кількості органічних речовин, включаючи смоли, барвники, віск, шелак і казеїни. Водні розчини морфоліну володіють цікавою властивістю - при їх кипінні pH середовища не змінюється.

## Хімічні властивості
Хімічно морфолін є аміноефір. Ефірне угруповання в морфоліні інертна, тому реакції, у які вступає морфолін, у більшості своєму йдуть по атому азоту. Багато реакцій аналогічні вторинним амінам, хоч і є певна різниця азоту морфоліну від азоту вторинного аміну. У морфолін атом оксигену відтягує на себе електронну щільність від атома азоту і через це він стає менш нуклеофільним і менш основним, ніж в схожих за структурою амінах, наприклад таких як піперидин.

## Отримання
Уперше морфолин був отриманий німецьким вченим Людвігом Кнорре в 1889 р. при дегідратації діетаноламіну під дією 70%-ї сірчаної кислоти. Як виявилося, що так само можна використовувати концентровану сірчану. Зараз ще морфолін отримують з β, β'-діхлоретілового ефіру й аміаку, при тиску вище 100 атм у присутності інертних розчинників.

## Очищення
Для очищення його сушать над сірчанокислим кальцієм, після чого Обережно дистилюють. Рекомендують також перегонку або висушування над натрієм або висушування над KOH. 

## Застосування

### Промисловість
Морфолин — інгібітор корозії, звичайна добавка, у мільйонних долях, для регулювання pH як у системах на викопаному паливі, так і у системах ядерних реакторів.
Використовує у якості абсорбенту для очищення газів від CS2 і COS.

### Органічний синтез
Морфолін широко використовується у органічнім синтезі.  Наприклад, як будівельний блок для отриманні антибіотика линезолида і противоракового агента Gefitinib. Він також широко використовує для отримання єнамінів .
Морфолін використовує у якості аміна у модифікації Киндлера реакції Вільгеродта для отримання ω-арилалканових кислот. У дослідженнях і промисловості дешевизна й полярність морфоліна привела до його широкого застосування як розчинника для хімічних реакцій.

## Безпека
Морфолін — легкозаймиста рідина з температурою спалаху 35 °C, температура самозаймання 230 °C. Пари дратують слизові оболонки дихальних шляхів, при потраплянні на шкіру викликають опіки. ЛД50 1,65 г/кг (миші й морські свинки, перорально); ГДК 0,5 мг/м3.